# جائحة فيروس كورونا في جزر فوكلاند
تُوَثِّق هذه المقالة آثار جائحة فيروس كورونا 2019-2020 في في إقليم ما وراء البحار البريطاني لجزر فوكلاند ، وقد لا تتضمن جميع الاستجابات والتدابير والإجراءات الرئيسية حتى الآن.

## خلفية
حددت خطة الأمراض المعدية في جزر فوكلاند مراحل استجابة كوفيد-19. قامت جزر فوكلاند باستعدادات قوية لكوفيد-19. أُعلن أن التدابير قد تشمل ما يلي:
- القيود المفروضة على السفر غير الضروري دوليًا ومحليًا.
- تغييرات محتملة في الالتحاق بالمدارس ودور الحضانة، والتي تنفذ تدريجياً في الأسابيع القليلة المقبلة.
- الترتيبات المنقحة بشأن استخدام الخدمة الجوية الحكومية لجزر فوكلاند (FIGAS) وخليج كونكورديا.
- التغييرات في تقديم الخدمات الصحية. وهذا يشمل تغييرات في طريقة عمل مستشفى الملك إدوارد السابع التذكاري (KEMH). كما ستزيد الزيارات الطبية إلى المخيم.
- الاتصال بالأشخاص الضعفاء الذين نعرفهم وتقديم المزيد من النصائح.
- ويجري وضع مجموعة من التدابير لدعم اقتصاد جزر فوكلاند، بما في ذلك الشركات والموظفون، وسيتم الإعلان عنها في الوقت المناسب.

لا توجد مرافق لاختبار الفيروس على جزر فوكلاند ويستغرق الأمر حوالي 10 أيام لاستعادة نتائج الاختبار من بريطانيا، التي تبعد 8000 ميل تقريبًا.[بحاجة لمصدر أفضل]

## الجدول الزمني

### مارس
في 19 مارس 2020، تم نقل حوالي 238 شخصًا قبالة الجزر على متن طائرة متجهة إلى قرطبة في الأرجنتين.
وأكدت حكومة جزر فوكلاند أنها أجرت اتصالات مع المملكة المتحدة بشأن الوباء. نصحت الحكومة السائحين والأجانب المتوجدين على الجزر بمغادرة الأرخبيل لأنها لا تستطيع ضمان المزيد من الرحلات الجوية التي تغادر الجزر، في حين لن يُسمح للسفن السياحية التي تصل إلى جزر فوكلاند بالرسو إلا إذا كان الركاب على متن السفينة منذ 10 أيام على الأقل وإذا لم يكن هناك أي أحد يعاني من أعراض الكوفيد-19. السفر بين جزر الفوكلاند مقيد بشدة. توجد تدابير للتباعد الاجتماعية.
في 24 مارس، صرحت الأرجنتين إنها تواصلت مع سفير بريطانيا في بوينس آيرس لتقديم الدعم المادي لسكان جزر فوكلاند الذين تضرروا من تفشي الفيروس التاجي. خاضت الأرجنتين الحرب مع بريطانيا عام 1982 حول السيادة على جزر فوكلاند والملحقات الجنوبية الأطلسية البريطانية لجورجيا الجنوبية وجزر ساندويتش الجنوبية .
في 26 مارس، كإجراء احتياطي، أغلقت حكومة الجزر جميع المدارس ودور الحضانة حتى 4 مايو.
في 28 مارس، أكد بأن طفلًا كان يعاني من مرض خطير بكوفيد-19 المشتبه به وأنه يعالج في مستشفى صغير في ستانلي.

### أبريل
في 3 أبريل 2020، سُجلت الحالة الأولى في جزر فوكلاند رسميًا.
وتأكدت حالة ثانية في 5 أبريل.